# 長者町繊維街

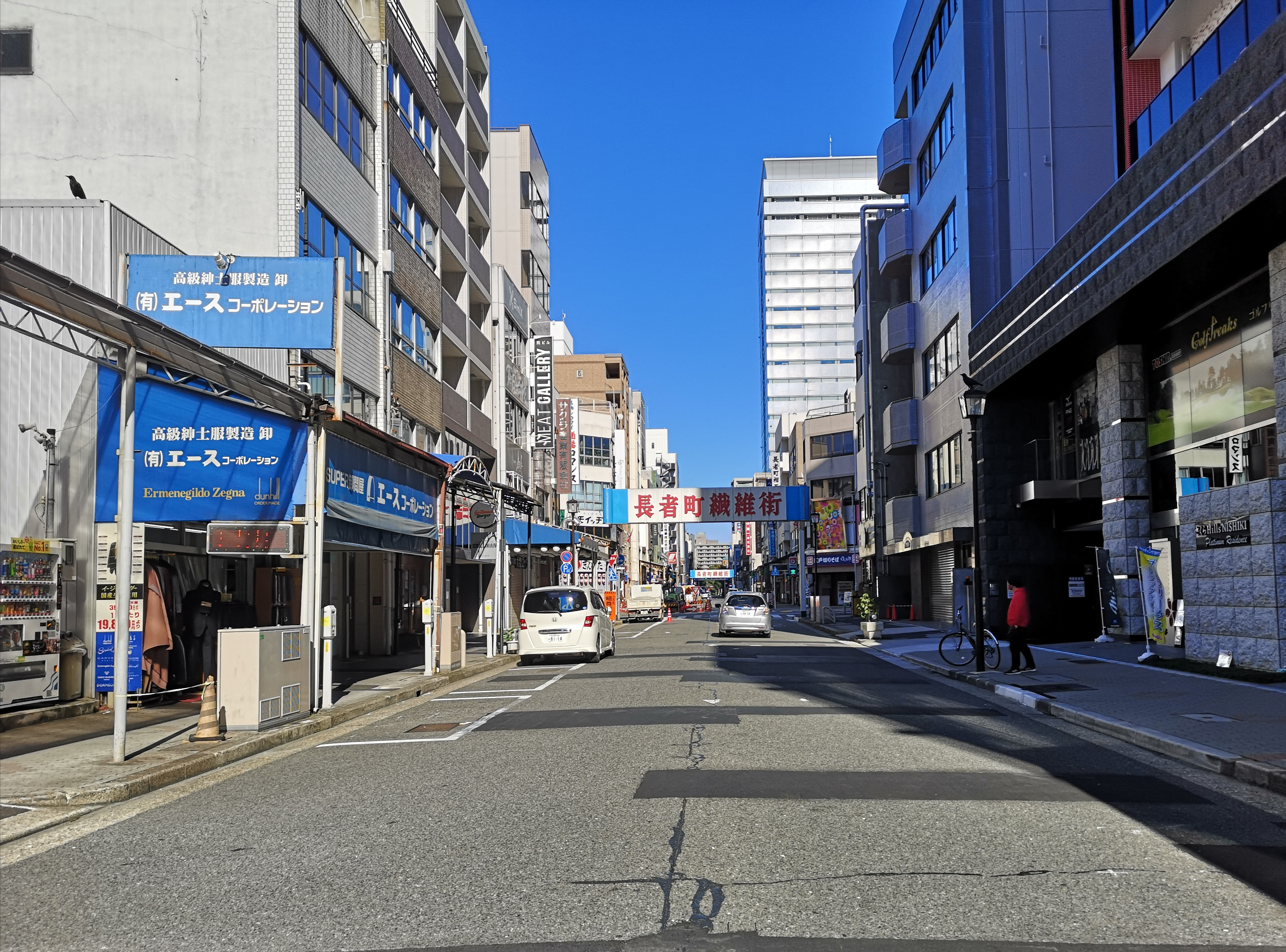
長者町繊維街（名古屋市中区錦2丁目）

座標: 北緯35度10分10秒 東経136度54分03秒 / 北緯35.1695573度 東経136.9009126度
長者町繊維街（ちょうじゃまちせんいがい）は、愛知県名古屋市中区錦二丁目にある繊維問屋街である。江戸時代から商人の町として繁栄し、戦後問屋街として発展したが国内繊維産業の衰退やバブル崩壊後の不況に伴い問屋の廃業が相次ぎ空洞化や少子高齢化が問題となっている。しかし2010年に開催された第1回あいちトリエンナーレの会場となったことでアートのまちとして注目されているほか、名古屋駅と栄の中間に位置する利便性の高さからマンション建設が相次いでいる。

## 名称

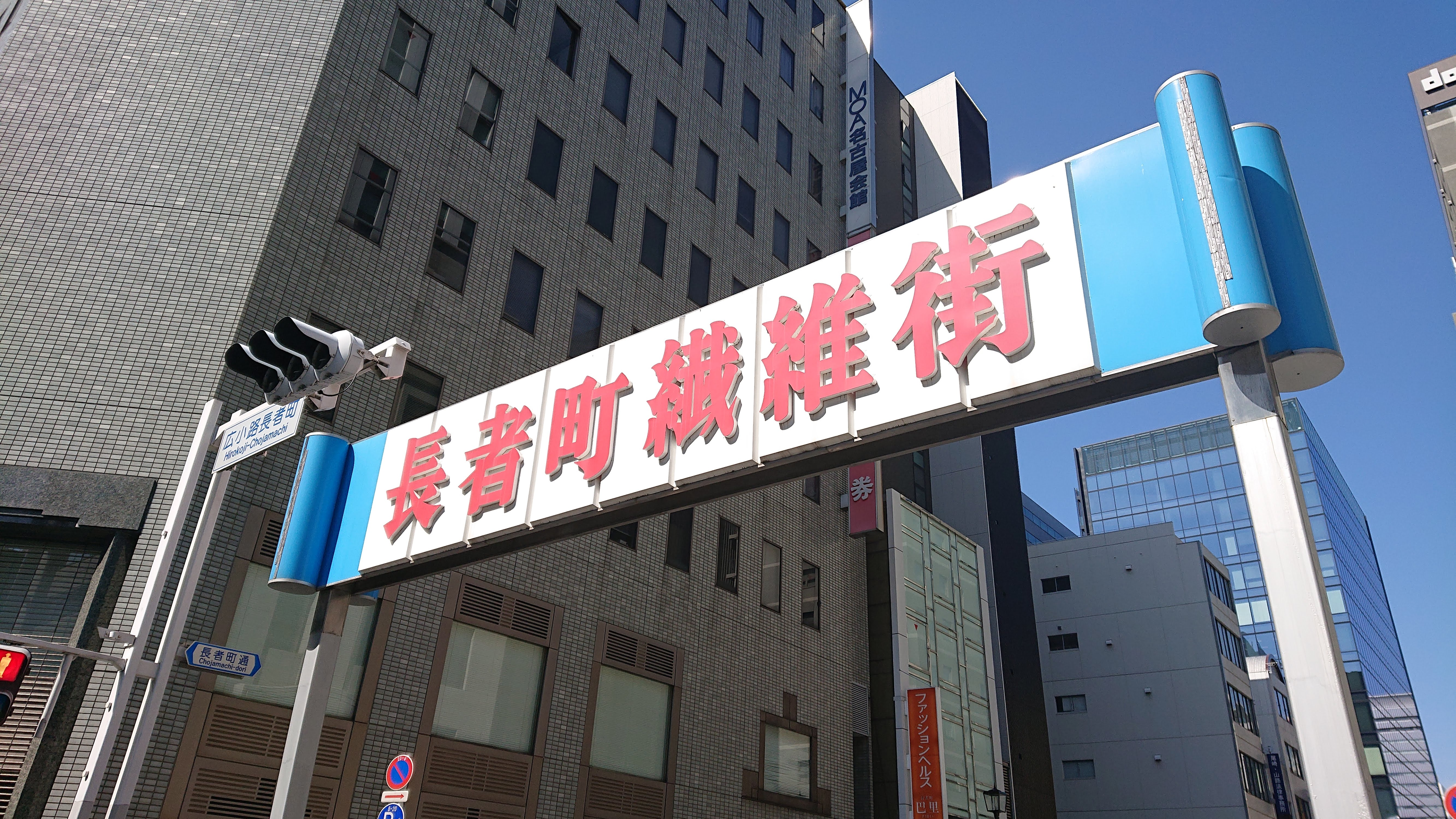
長者町繊維街の道路上にある標識

繊維街の道路上にある標識には「長者町繊維街」と書かれているが、長者町繊維問屋街、長者町織物問屋街、長者町問屋街と呼ばれる場合もある。

## 範囲
「長者町通」は白川通と外堀通の間を南北に結ぶ通りで、住居表示では栄二丁目、錦二丁目、丸の内二丁目に相当する（地図中直線）。長者町繊維街の標識はこのうち広小路通から杉ノ町通の間にあり、住居表示では錦二丁目、丸の内二丁目に相当する。一方錦二丁目まちづくり連絡協議会による「錦二丁目長者町まちづくり構想」(2011-2030)においては対象地域を広小路通、桜通、伏見通、本町通に囲まれたブロックとしている（地図中灰色範囲）。中日新聞(2014)では長者町地区を「錦通、桜通、本町通、伏見通に囲まれた16街区のエリア」としている。これは錦二丁目の区域に等しい。

## 歴史

### 発祥

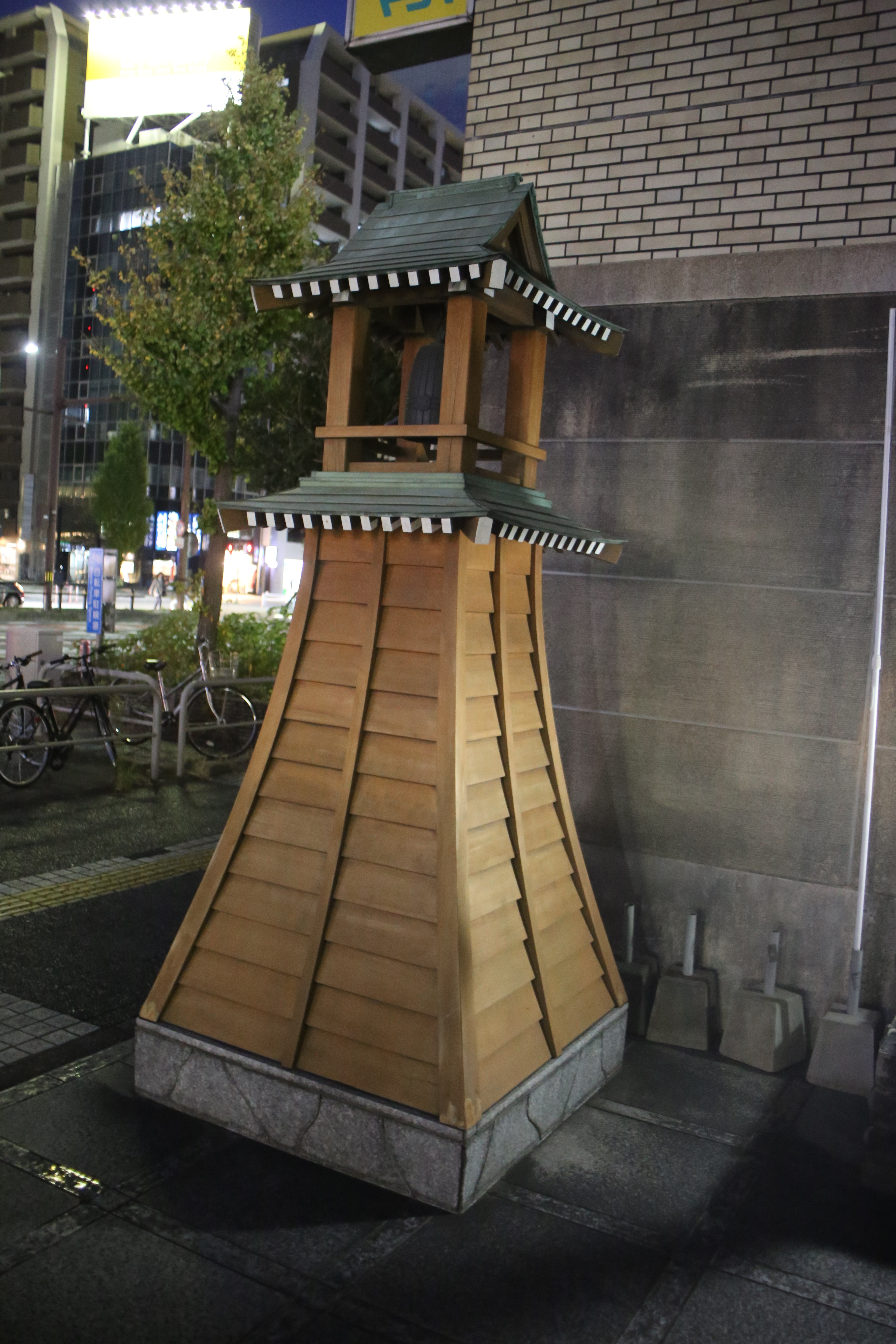
江戸時代に使用された「時の鐘」

長者町はもともとは名古屋城下町から美濃路を西北に7.2キロメートル進んだところにある、南北に流れる五条川の両岸に展開した清州（現・清須市）に所在した。14世紀から15世紀にかけて尾張守護職・斯波氏の城下町として、清州の町は人口7万人に及ぶ発展を遂げた。長者町は、清須城下の南の繁華街に、本町の西側に並んだ場所に形成された町であったが、たびたび水害に遭っていたため、1610年（慶長15年）の名古屋城築城開始に前後し、数年をかけて町そのものが名古屋へと移転した。これが世に「清須越し」といわれる集団移住である。「思いよらざる名古屋ができて、花の清須は野となろう」と、当時の臼挽の労働歌に唄われた。清須に居を構えていた時代から、裕福な商家や町人が多く、物資の流通や経済の中心として栄えた町であったという。
名古屋の城下町は城の南方に整備された。北端はお堀端の片端筋、南端は広小路、東端は久屋町、西端は御園町までの、本町通を中心として左右対称のほぼ真四角な範囲を碁盤の目に区画整理して、清須から移住した人々の大多数がここに居住した。
このうち「長者町通り」は、片端筋から広小路まで南北に貫く約1,000メートルの街路をさし、清須から移住当初は「上長者町」・「下長者町」と呼ばれた。1684年（貞享元年）の頃、上長者町四丁目を小桜町と改称した。この町名の由来は、長者町筋の中ほどに桜ノ町筋を東に進んだところへ桜の大木が群生する天満宮と桜山霊岳院があったことによる。城下町に時を知らせる「時の鐘」はこの境内にあった。一方、下長者町は、野菜を商う者が多く居住した本重町筋から南は八百屋町と改称した。その結果、以後、明治時代の初年まで北から「上長者町」「小桜町」「下長者町」「八百屋町」の4ヶ町が並んだ。

### 江戸時代

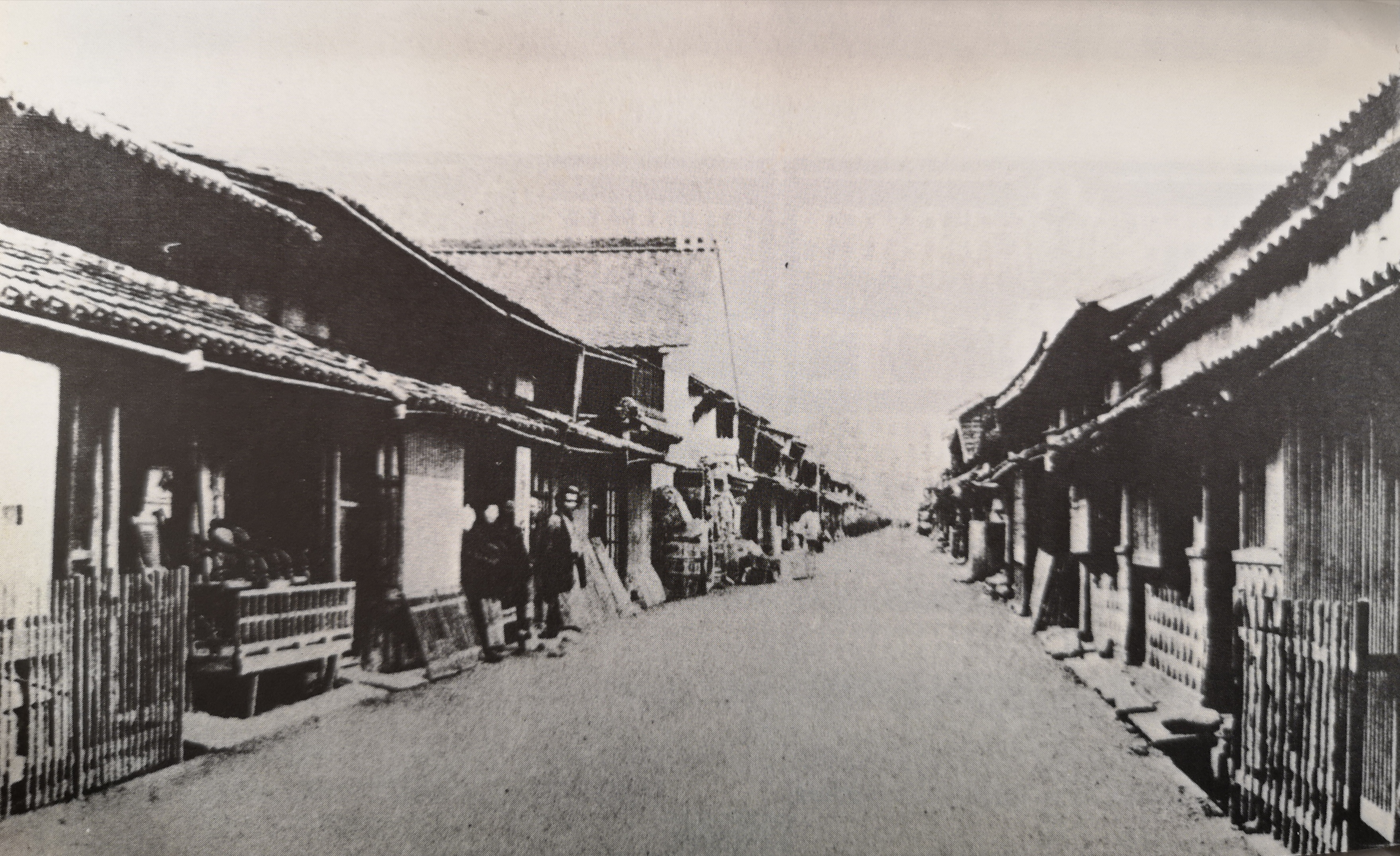
上長者町から天守を望む（明治4年）

城下の中心通りは本町通りで、長者町筋はその裏側の町として比較的落ち着いた町としてはじまった。藩政時代には中級武士の屋敷と、家柄を誇る裕福な町家が軒を連ねた。片端筋に近い上長者町の一角は江戸時代末まで武家屋敷が並んだ。一方、下長者町の南方は1660年（万治3年）正月に左義長の火が元で生じた「万治の大火」で焼失し、以後は次第に商人の町へと姿を変えた。この時代の記録に残る住人には、1605年（慶長10年）に清須から上長者町に移住した水谷与右衛門（人足問屋）や和泉屋権右衛門（酒造商）、下長者町に移住した又左衛門（紺屋）、作兵衛（鎗師）、弥三左衛門（砥石商）、清次郎（象眼師）らの名前がある。文化年間（1804年-）には和泉屋権右衛門、万屋彦十郎、千竹屋伝左衛門、井桁屋吉兵衛、米屋治兵衛などが名を残し、1868年（慶応4年）に町奉行所御用達格次座の資格で暖簾を飾った商家には、千竹屋富太郎、大野屋しゃう、藤倉屋権七、吉島屋藤三郎、和久屋安兵衛、万屋久八、江戸屋重右衛門らが名を連ねた。
当時、町の格式は旧家と老舗の数により、町奉行はこれらを目安に町役銀と呼ばれる賦課金を徴収した。享保年間（1716年-）の賦課金は、上長者町は銀1貫56匁、小桜町は969匁、下長者町は819匁、八百屋町1貫10匁であった。なお、城下のメインストリートにあたる本町は1貫603匁で、城下で最も高額の賦課金を負ったのは伝馬町の5貫897匁であった。一方、町奉行から支給される町代給は上長者町が金1両3分、小桜町1両、下長者町3分、八百屋町2両1分、伝馬町は7両であった。
江戸時代には、1660年（万治3年）の大火以降も、1692年（元禄5年）、1763年（宝暦13年）、1774年（安永3年）、1781年（天明元年）、1794年（寛政6年）、1805年（文化2年）、1811年（文化8年）、1825年（文政8年）、1841年（天保12年）、1850年（嘉永3年）、1851年（嘉永4年）とたびたびの火災に見舞われたが、その都度復興を遂げた。

### 明治 - 大正 歓楽街時代
文化・文政年間（1804年-）から天保年間の頃、上長者町界隈を拠点とする芸者が現れ、長者町は繁華街として最初の黄金期を迎える。1873年（明治6年）に長者町盛栄連が結成されると、河文、御納屋、近直、魚半、大又、近又、河内屋などの料理屋がひしめき、長者町筋だけでも5カ所の人力車の詰め所が生まれた。1914年（大正3年）には置き屋が34軒あり、80人の芸者が客を迎えた。

### 昭和 繊維問屋街時代

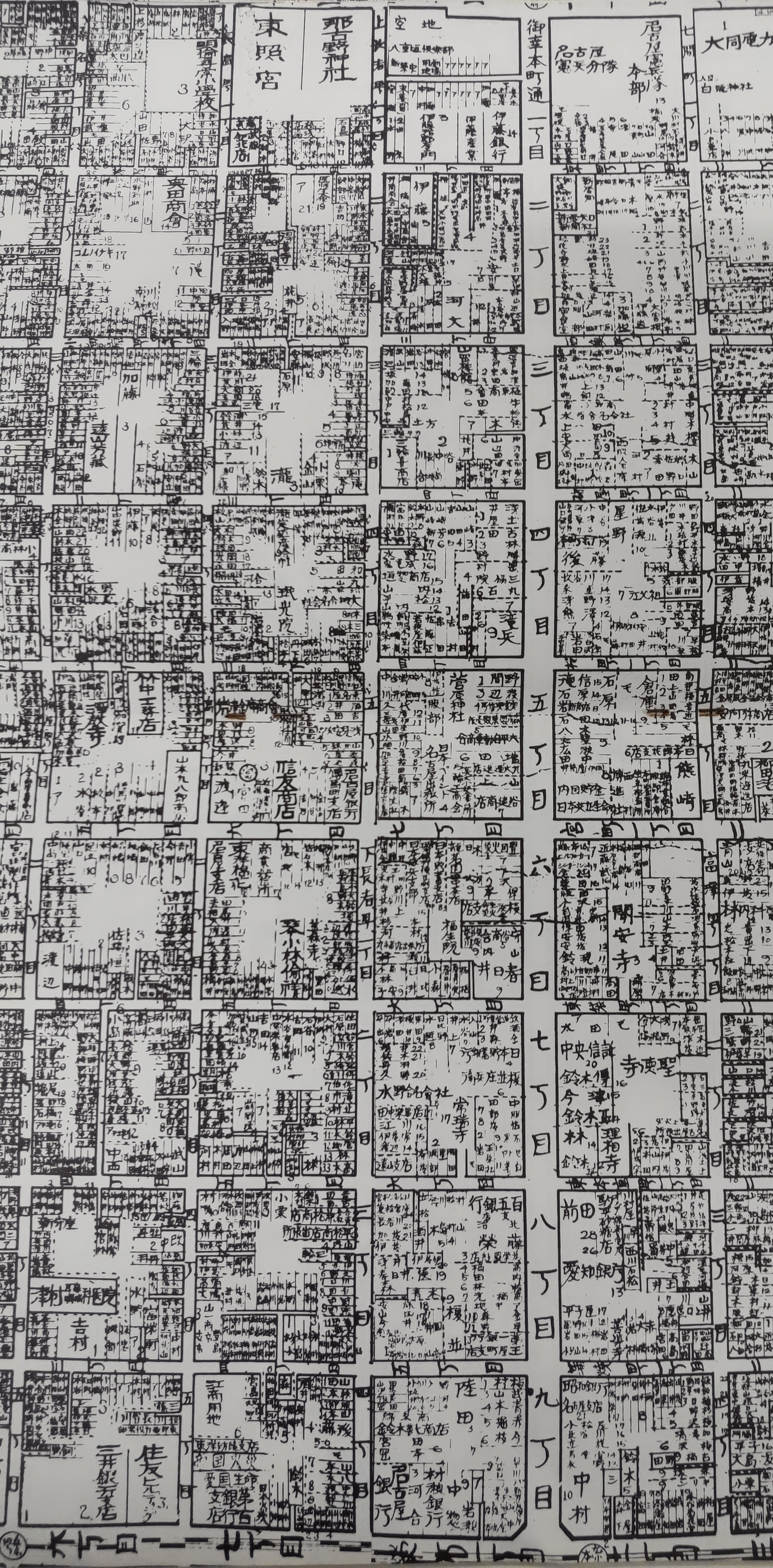
昭和4年名古屋市居住者全図　長者町付近

長者町繊維街が繊維問屋街として飛躍的な発展を遂げたのは、大正末期から昭和にかけてである。店の主が先頭に立ち、問屋でありながら「現金取引」と「薄利多売」による商法を展開で顧客をつかみ、やがて長者町は日本有数の問屋街へと発展を遂げた。1936年（昭和11年）の記録によれば長者町繊維街には48軒の商家が軒を連ねた。
1945年（昭和30年）3月19日、名古屋大空襲により長者町繊維街を含む名古屋城下町一帯は焼失する。戦後、焦土を片付けて再び集った商家は多くは仮店舗で「現金問屋」の看板を掲げた。本町通りが進駐軍によって日本人のあらゆる車や馬が通行禁止とされたのに対し、往来自由であった長者町繊維街に客の流れが集中した。1947年には横井栄一郎の中栄産業が商工省の「絹人絹統制業務代行指定」をうけ、繊維の取り扱いを始めた。1950年（昭和25年）、38社が任意組合として「長者町織物同盟会」を結成。さらにその発展として、1951年（昭和26年）に75社が加盟し中小企業等協同組合法を適用した「長者町織物協同組合」へ移行した。第二次世界大戦以前には料亭や芸妓置屋が軒を連ねた長者町繊維街は、糸へん景気などを受けて日本有数の繊維製品問屋街へと姿を変えた。
長者町の近くに名古屋市営地下鉄東山線伏見町駅が開業することが決まり、1956年に伏見町駅と繊維街を結ぶ地下街の建設のために長者町地下街繊維問屋協同組合が結成され、1957年11月16日に伏見地下街が開業した。
一方1951年（昭和26年）5月に、各社の商報を新聞形式にまとめた「長者町新聞」の発行を開始。繊維業界の動きや標準相場、店舗案内、長者町だよりなどを盛り込み、昭和40年代には全国有数の業界紙へと成長した。あわせてどんぐり教室や給食センターの開設、犬山市に長者町団地を造成し、1968年（昭和39年）には青年長者町会（青長会）を発足させるなど、従業員の福利厚生の充実を図った。
1966年、復興土地区画整理事業により住居表示が行われ、上長者町、下長者町の町名が消滅した。これに反対する繊維問屋有志が名古屋市に請願書を提出し、1968年に名古屋地方裁判所に町名変更取り消しを求める訴訟を起こした。しかし1973年に最高裁判所が上告を不適法とし、町名変更取り消しは認められなかった。
1968年（昭和43年）、長者町は道路を拡張し、東西両側の歩道を1メートルずつ削って4車線となる。1974年（昭和49年）4月7日にはそこを歩行者天国として、「長者町タウンフェスティバル」を開催した。この頃には、約100社の問屋のなかで、現金問屋は1割程度となっていた。
商家の数は戦前と比べて飛躍的に増え、昭和40年代には名古屋市内に40超の問屋街があるなかで、繊維卸問屋街といえば長者町と呼ばれるようになった。1970年前後には100軒近くの問屋があった。

### 平成時代
1990年代以降バブル崩壊や安価な中国製品の台頭により問屋の廃業が進み、市街地空洞化が問題となってきた。最盛期に100社以上あった名古屋長者町協同組合の加盟社は2020年時点で約20社となっている。繊維関係の建物が入るビルの数は1989年には230棟だったのが2004年には129棟になっていた。また人口減少も激しく、1992年に770人だった錦二丁目の人口は2003年には400人となっていた。

#### アートによるまちおこし
2000年（平成12年）、長者町織物協同組合創立50年に、商店街のシャッターにデザイン専門学校生がペイントをほどこした。これは青長会（長者町織物協同組合青年部）の発案で、高齢化の進行や不況により空き店舗や駐車場が増えている街の活性化を狙ったものである。長者町50年祭には2日間で6万人が訪れた。2001年からは織物組合の主催でゑびす祭りを開催。2002年には空きビルを「えびすビル」として再生、のちにえびすビルPart2(2003年)、Part3(2005年)ができ、カフェや雑貨店などが入居している。
2010年（平成22年）、「あいちトリエンナーレ2010」は「都市の祝祭」をテーマとし、長者町繊維街をメーン会場のひとつに選んだ。芸術監督建畠哲は「生きた街に非日常の風景を挿入し、高揚感やわくわくする感覚を生み出したい」と意図を語った。
巨大壁画や光のアートなど12点の企画が選ばれ、2010年（平成22年）8月21日～9月12日、9月15日～10月3日、10月6日～31日の3会期に分けて展示された。
そのうちのまことクラヴ「長者町繊維街の日常」では、長者町衣料卸会社「丹羽幸」荷さばき場がパフォーマンスの舞台として活用された。
また、開催に先立ちプレイベントとして「長者町プロジェクト」が2009年（平成21年）10月10日～11月15日に実施された。長者町プロジェクトで製作された作品はそのまま残された。
KOSUGE1-16《長者町山車プロジェクト　かたい山車》では、戦時中に消失した山車に代わる現代版山車を作成。以後、長者町ゑびす祭りを飾る名物となった。
そのほか、2010年（平成22年）1月22日から3月26日まで、理解を深め楽しむための「トリエンナーレスクール」が毎週金曜日計10回、長者町繊維会館で開催された。
「あいちトリエンナーレ2010」長者町エリア会場、アーティスト、コンペ作品は下のとおり。
1. 瀧定ビル公開空地：C01ダヴィデ・リヴァルタ
2. 堀田商事株式会社：C02 志村信裕、C03 ナウィン・ラワンチャイクン
3. 綿覚ビル：C04 ルシア・コッホ
4. 喫茶クラウン：C05 淺井裕介
5. 万勝S館：C06 市川武史、C07 ジンミ・ユーン、C08 マーク・ボスウィック
6. 錦2丁目ビル：C09 メルヴェ・ベルクマン
7. 旧玉屋ビル：C10  石田達郎、C11 山本高之、C12 小栗沙弥子、C13 青田真也
8. エルメ長者町：C14 トーチカ、C15 村田峰紀、C16 小栗沙弥子
9. ARTISANビル：C17 ジラユ・ルアンジャラス、C36 長者町壁画プロジェクト、C39 ポン吉旅日記、C42 metamorphosis
10. 八木兵伝馬町ビル：C18 斉と公平太
11. 旧モリリン名古屋支店ビル・1階荷さばき場:C19  KOSUGE1-16(コスゲイチノジュウロク)、C45 SIGNAL-GO-ROUND、Z16 Open　Reel　Ensemble
12. 長者町繊維卸会館：C21　斉と公平太、C22 ナウィン・ラワンチャイクン、C23　淺井裕介、C24 ジュー・テュンリン、C34 長者町の光-アカリノラウンジ、C37 Mi Casa, Su Casa、C40 リズミカルム　浮雲、C44 Sign
13. 吉田商事株式会社：C25 ナタリヤ・リボヴィッチ＆藤田央
14. スターネットジャパンビル：C26 渡辺英司
15. 丹羽幸株式会社ミクス館：Drawing　Must Swim.
16. 名古屋センタービル：C27 川見俊
17. 中愛株式会社：C28 岡田昭徳、C29 倉田真愛美、C30 有吉達宏、C35 時を紡ぐ
18. アーバンネット伏見ビル：C31 ケリス・ウィン・エヴァンズ
19. 丹羽幸株式会社ミクス館南側空地：C32 淺井裕介
20. 伏見地下街：C33 ルシア・コッホ、C35 時を紡ぐ、C38 伏見の為の接点、C41 アップカミング！
21. 八百吉ビル：C44　Sign【p89図による】

以降、2013年、2016年にも長者町があいちトリエンナーレの会場として選定されている。
「あいちトリエンナーレ2013」長者町エリア会場、アーティスト、コンペ作品は下のとおり。
1. 八木兵丸の内8号館：C01THE　WE-LOWS/ザ・ウィロウズ(奈良美智+森北伸+青木一将＋小柴一浩+藤田庸子＋石田詩織＋酒井由芽子)、C02　山下拓也 、C03　ケーシー・ウォン、C04菅沼朋香
2. 吉田商事株式会社：C05　横山裕一
3. 八木兵伝馬町ビル：C05　横山裕一
4. 八木兵錦6号館：C06　シュカルト
5. 名鉄協商パーキング長者町第５：C07　ウィット・ピムカンチャナポン
6. 旧 MURASOU：C08 マーロン・グリフィス
7. アートラボあいち：C09 インヴィジブル・プレイグラウンド、C10　西岳拡貴 、C27　ブーンスィ・タントロンシン
8. 中部電力（株）本町開閉所跡地：C11　Nadegata　Instant　Party（中崎透+山城大督＋野田智子）
9. 常瑞寺：C12 ほうほう堂
10. 旧玉屋ビル(M)：C13 リゴ23
11. 伏見地下街＆地下鉄伏見駅連絡通路出入口：C14 打開連合設計事務所、C17 松藤孝一、C18 Orrorin、C21 タムラサトル、C22　カリ・コンテ
12. ARTISANビル：C15 水野里奈
13. 丹羽幸株式会社ミクス館：C16 AMR(Art　Media　Room）
14. 喫茶クラウン：C28 新美泰史
15. シモジマ名古屋店：C29 丹羽良穂
16. 長者町各所：C23 長者町くん、C24 EAT＆ART　TARO＋東山佳永、C25　ASIT

アートの他に都市の木質化にも取り組んでおり、錦二丁目まちづくり連絡協議会に「木質化プロジェクト部会」を設置し、ウッドデッキの設置などを行なっている。

#### 2000年以降のまちづくり
2004年、錦二丁目まちづくり連絡協議会（現・錦二丁目まちづくり協議会）が立ち上げられる。またNPO法人まちの縁側育くみ隊がまちづくりに関与するようになる。
2008年5月にはゑびすビルPart3の2階に「錦二丁目まちの会所」が設置される。
2015年、名古屋駅・伏見・栄地区が都市再生緊急整備地域に指定される。
その後栄・名古屋駅への近さから単身者向けマンションの建設が相次いで進められていたが、一方で長者町協同組合からの退会者が相次いでいた。2017年に錦二丁目7番街区市街地再開発が認可され、さらなる人口の増加が予想されたが、今後のまちづくりの担い手不足が懸念されたことから、2018年には地域の住民や業界団体などの出資で「錦二丁目エリアマネジメント株式会社」が設立された。2020年には官民連携による「都市の実験場」としてN2/LABが立ち上げられた。
通りには「長者町繊維街」の文字を記したアーチ看板が、桜通 - 広小路通間に大型5基、杉ノ町通を挟んだ南北に小型2基設置されていたが2023年（令和5年）に撤去が決定した。しかし、長者町繊維街のシンボルとして存続を求める声や寄付の申し出があり、一部のアーチ看板は保存されることになった。

## 主な建築物

### 長者町相互ビル

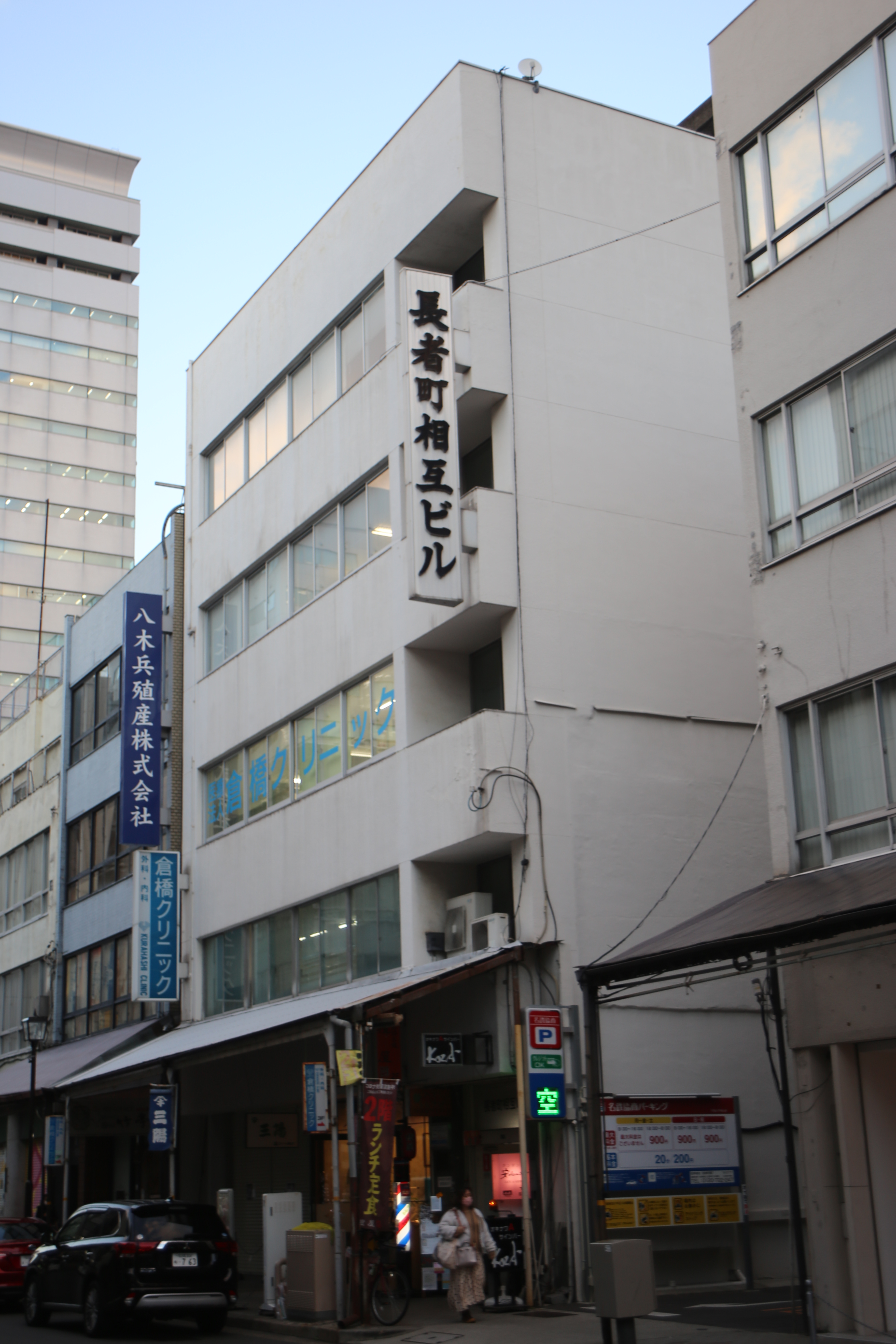
長者町相互ビル

1964年（昭和39年）7月、下長者町一丁目に所在した東洋綿花所有地を買収の上、長者町相互ビルを新築した。また同時に相互ビル株式会社が17社の出資により設立された。1965年（昭和40年）4月には相互ビル出資社により、長者町相互繊維協同組合が設立されている。

### ゑびすビル
長者町には昭和30年代に不燃化事業により建築されたビルが多く所在しており、平成には入居者がいない空きビルと化していた。これらの空きビルのオーナーと入居希望者の間に地元組合らによる有限会社が介在し、ビルを一括で貸したいオーナー側の需要と小規模な入居希望者の間の溝を埋め、地区の空きビル問題の解決を図った取り組みである。

### 遠山産業ビル
遠山産業の本社ビルで、1935年（昭和10年）にRC造2階建てとして建てられた。空襲にも耐え、戦後の復興事業により曳家も実施されている。2007年（平成19年）取り壊し。

## 長者町の主な問屋・商社
- 加名市（名古屋長者町織物協同組合加盟）[34]
- 大同別珍織物（名古屋長者町織物協同組合加盟）[35]
- 遠山産業（名古屋長者町織物協同組合加盟）[36]
- 中榮（名古屋長者町織物協同組合加盟）[37]
- 丹羽幸（名古屋長者町織物協同組合加盟）[38]
- 堀田商事（名古屋長者町織物協同組合加盟）[39]
- マルト長谷川（名古屋長者町織物協同組合加盟）[40]
- 八木兵（名古屋長者町織物協同組合加盟）[41]
- 綿常（名古屋長者町織物協同組合加盟）[42]

## 長者町で活動するグループ
「トリエンナーレはなにをめざすのか　都市型芸術祭の意義と展望 　(文化とまちづくり叢書)」(2015）によると、長者町において活動するグループは以下のとおりである（p.200）。
- 名古屋長者町（織物）協同組合
- 青長会
- NPO法人まちの縁側育み隊
- 名古屋・錦二丁目まちづくり（連絡）協議会
- 長者町アートアニュアル実行委員会
- 長者町まちなかアート発展計画
- 長者町ゼミ
- Arts　AudienceTablesロプロプ

### WEB
1. ↑  長者町繊維問屋街 - 名古屋市観光情報「名古屋コンシェルジュ」2021年11月28日閲覧
2. ↑  【まちなみデザイン20選】長者町繊維街 - 名古屋市HP、2019年3月18日最終更新、2021年11月28日閲覧
3. 1 2  錦二丁目まちづくり連絡協議会. “(7)名古屋錦二丁目地区エリアマネジメント推進方策検討業務”. 2021年11月30日閲覧。
4. ↑  裁判所HP (1973年1月19日). “昭和43(行ツ)105 住居表示議決無効確認等請求”. 2012年12月1日閲覧。
5. ↑  老舗問屋街を先端文化の発信拠点に~名古屋市中区錦二丁目における取り組み~
6. 1 2  錦二丁目エリアマネジメント株式会社会社概要
7. ↑  まちづくり協議会とは - 錦二丁目まちづくり協議会
8. ↑  名古屋市HP (2017年8月22日). “都市再生緊急整備地域の概要”. 2021年11月30日閲覧。

### 新聞
1. 1 2  “あいちの散歩道 長者町かいわい 名古屋市中区 閉店後もアートで彩り”. 中日新聞. (2001年6月30日)
2. 1 2 3 4 5 6  “街の顔 糸から木へ”. 中日新聞. (2014年4月21日)
3. 1 2 3 4 5  “あいち発現場から　長者町繊維問屋街（名古屋市中区）”. 中日新聞朝刊:  p. 16. (2010年5月10日)
4. 1 2 3  中日新聞2020年6月7日 「街の記憶 綿花が紡ぐ」
5. ↑  中日新聞 2008年11月8日「ゑびす祭り ネット中継」
6. ↑  “都市の規制厳しいけれど　屋外展示見せどころ”. 中日新聞夕刊:  p. 1. (2010 -09- 04)
7. ↑  “トリエンナーレ長者町会場　現代アート企画県が12点発表”. 中日:  p. 18. (2010年5月21日)
8. ↑  “まことクラヴ「長者町繊維街の日常」”. 中日新聞夕刊:  p. 9. (2010年9月21日)
9. ↑  “トリエンナーレ一緒に盛り上げよう　３つのプレイベント”. 中日新聞朝刊:  p. 22. (2009年7月3日)
10. ↑  “現代アート楽しんで　トリエンナーレスクールが開校”. 中日新聞朝刊:  p. 19. (2010年1月23日)
11. ↑  “ビルの屋上 野菜すくすく”. 中日新聞. (2021年9月24日)

### 雑誌
1. ↑  「着実にとり残される"陽の当らぬ場所"」『中部財界』中部財界社19(8)、1976年5月、 p.26-29
2. ↑  “総特集 地名・町名を守る”. 伝統と現代 53:  154. (1978-7).
3. 1 2  堀田勝彦「長者町におけるリノベーション・エリアマネージメント」『人間文化研究所年報 12号』2017年。

### 書籍
1. ↑  アーバンデザインセンター研究会 2012, pp. 107–114.
2. ↑  錦二丁目まちづくり連絡協議会『これからの錦二丁目長者町まちづくり構想(2011-2030)』p.20
3. 1 2 3  大野一英 1974, p. 5.
4. 1 2  名古屋長者町織物協同組合 1975, p. 10.
5. 1 2 3  大野一英 1974, p. 7.
6. 1 2  名古屋長者町織物協同組合 1975, p. 3.
7. ↑  名古屋長者町織物協同組合 1975, p. 11.
8. 1 2 3 4 5  大野一英 1974, p. 8.
9. 1 2 3  名古屋長者町織物協同組合 1975, p. 14.
10. 1 2 3 4 5  大野一英 1974, p. 9.
11. 1 2 3  大野一英 1974, p. 18.
12. ↑  名古屋長者町織物協同組合 1975, p. 13.
13. ↑  名古屋長者町織物協同組合 1975, p. 15.
14. 1 2 3  大野一英 1974, p. 10.
15. 1 2 3  大野一英 1974, p. 13.
16. 1 2  大野一英 1974, p. 12.
17. 1 2  大野一英 1974, p. 15.
18. 1 2 3 4 5 6  大野一英 1974, p. 19.
19. 1 2  名古屋長者町織物協同組合 1975, p. 73.
20. ↑  名古屋長者町織物協同組合 1975, p. 74.
21. ↑  愛知県郷土資料刊行会. 名古屋開府四百年史. p. 190
22. ↑  愛知県郷土資料刊行会. 名古屋開府四百年史. p. 192
23. 1 2  大野一英 1974, p. 21.
24. ↑  大野一英 1974, p. 28.
25. ↑  美術出版社,あいちトリエンナーレ2013(美術手帖9月号増刊),p131
26. ↑  美術出版社,あいちトリエンナーレ2010公式ガイドブック「アートの街」の歩き方,2010,p88-107
27. ↑  美術出版社,あいちトリエンナーレ2013(美術手帖9月号増刊),p108-127　ポケットマップp10-11
28. ↑  吉田隆之 2019, p. 32.
29. ↑  アーバンデザインセンター研究会 2012, p. 112.
30. 1 2  “「長者町繊維街」シンボルの看板、一部保存へ　存続求める声や寄付申し出”.   中日新聞. 2023年12月31日閲覧。
31. 1 2  名古屋長者町織物協同組合 1975, p. 140.
32. ↑  名古屋長者町織物協同組合 1975, p. 141.
33. 1 2 3  あいちトリエンナーレ実行委員会 2013, p. 25.
34. ↑  仲島淳司 2000, p. 92.
35. ↑  仲島淳司 2000, p. 104.
36. ↑  仲島淳司 2000, p. 105.
37. ↑  仲島淳司 2000, p. 107.
38. ↑  仲島淳司 2000, p. 111.
39. ↑  仲島淳司 2000, p. 116.
40. ↑  仲島淳司 2000, p. 122.
41. ↑  仲島淳司 2000, p. 126.
42. ↑  仲島淳司 2000, p. 129.